# باشگاه فوتبال رووینی
باشگاه فوتبال رووینی (به ایتالیایی: Club Calcio Rovigno) یک باشگاه فوتبال در کرواسی است که در شهر رووینی مستقر است و در سال ۱۹۱۹ تأسیس شده‌است. این باشگاه در حال حاضر در لیگ ملی کرواسی بازی می‌کند.